# Operation Tornado
Die Operation Tornado – auch: Operation Bor Barakai – war ein Unternehmen der Streitkräfte der NATO-Truppen und afghanischer Einheiten in Afghanistan, das einen Zeitraum von zehn Tagen umfasste und am Sonntag, dem 26. Oktober 2008, beendet wurde. Die Operation fand in der Provinz Uruzgan in der Region des Tals von Mirabad statt, das nicht weit östlich der Provinzhauptstadt Tarin Kowt liegt. Der Zweck der Operation war, Einheiten der Taliban zu verfolgen, die in dieser Region zahlreich aktiv waren.

## Truppen der Operationseinheiten
Insgesamt waren mehr als 1000 Mann an der Operation beteiligt, die von dem niederländischen Kommandeur Oberst Kees Matthijssen befehligt wurde. Die Einheiten setzten sich aus 500 britischen Soldaten des 42. Commando Royal Marines, 350 Soldaten der niederländischen Truppen und 150 Mann einer afghanischen Einheit zusammen. Weiterhin gab es eine operative Unterstützung durch eine Gruppe der australischen Special Forces und einer Gruppe der französischen Fremdenlegion.

## Waffenfunde
Nach Beginn der Operation verschwanden die Gruppen der Taliban aus der Region und es kam nur zu einem kleinen Schusswechsel, bei dem ein Taliban tödlich verletzt wurde. Etwa 650 kg an Sprengstoffen und entsprechendes Zubehör für den Bau von mehr als vierzig Bomben konnte in einem Versteck sichergestellt werden. Weiterhin wurden in Häusern Mörsergranaten, Panzerabwehr-Granatwerfer und selbstgebaute Sprengkörper für Sprengfallen gefunden.

## Resümee der Operation
Der Gouverneur der Provinz Uruzgan, Hamdan, veranstaltete zur Unterstützung der Operation mehrere Treffen mit der Bevölkerung, um seine Entschlossenheit für mehr Sicherheit zur Entwicklung der Dörfer zu demonstrieren. Die NATO beurteilte die Resultate der Operation als positiv, da es jetzt in der Region ruhig sei und es keine Waffenlager der Taliban mehr geben würde. 
Das Tal von Mirabad hat für die Taliban die strategische Bedeutung einer Verbindungsroute zwischen dem Süden und Norden Afghanistans. Entgegen den Erwartungen der NATO-Einheiten waren zur Zeit der Operation nur einige Taliban in dieser Region anwesend. Diese Operation war die dritte ihrer Art seit Mitte 2006, die in diesem Kernland der Taliban-Einheiten durchgeführt wurde.